# 972
Cette page concerne l'année 972  du calendrier julien.
L'année 972 est une année bissextile qui commence un lundi.

## Événements
- Printemps[1] : en Inde, le roi Paramâra Siyaka de Mâlwa envahit l’empire Rastrakuta et met Malkhed à sac.
- 22 juin : première prière dans la grande mosquée al-Azhar, dont la construction vient d'être achevée au Caire, après seulement deux ans de travaux[2].
- 5 août : le calife fatimide al-Mu'izz quitte définitivement Al-Mansuriya, sa capitale en Ifriqiya, et se rend à Sardaniya, ville établie par des chrétiens déportés de Sardaigne près de Kairouan, pour préparer son voyage vers l'Égypte[3].
- Septembre : en Inde, le roi Rastrakuta Karkka succède à Khottiga à sa mort. Il est chassé cinq mois plus tard par le prince Tailapa qui établit la dynastie Châlukya de Kalyani[4].
- 2 octobre : Al-Mu'izz nomme le prince sanhadja Bologhine ibn Ziri émir d'Ifriqiya, et ainsi vice-roi de tout le Maghreb, à l'exception de la Sicile et de la Tripolitaine[3].
- 14 novembre : Al-Mu'izz quitte Sardaniya pour l'Égypte avec sa suite[3]. Il progresse lentement et atteint Alexandrie en mars 973[5].
- 20 décembre : Bologhine ibn Ziri s'installe à Kairouan[6]. La dynastie berbère des Zirides, venue d'Achir, dirige l'Ifriqiya (972-1148) et le Maghreb central (972-1014)[7].

- En Chine, la dynastie Song remet en vigueur le système des examens impériaux pour le recrutement des hauts fonctionnaires[8].

### Europe
- 3 janvier : fondation de l’évêché de Prague[9].
- 14 avril : Pâques.
  - Rome : le futur Otton II épouse la princesse byzantine Théophano, parente de Jean Ier Tzimiskès[10]. Il est sacré empereur.
  - Bonn : Notger accède au poste d’évêque de Liège[11].
- Printemps : Sviatoslav Ier est tué par les Petchenègues dans une embuscade sur les rapides du Dniepr. Son fils Iaropolk Ier devient grand prince de Kiev (fin de règne en 980)[12].
- 24 juin : les Polonais conduits par Mieszko remportent la bataille de Cedynia contre le margrave Odo Ier[13].
- 21 - 22 juillet : enlèvement de Mayeul de Cluny par les Maures au pont d'Orsières, en Valais[14].
- 15 août : Mayeul de Cluny est racheté contre rançon[15]. En réaction, le comte de Provence Guillaume le Libérateur, son frère Roubaud Ier et le comte Ardouin de Turin mènent une expédition victorieuse contre la base Sarrasine de Fraxinet (la Garde-Freinet), qui est détruite avant avril 973[14]. Les musulmans auraient été battus à Embrun, Gap, Riez, Ampus et Cabasse, avant d'être écrasés par les Provençaux à la bataille de Tourtour[16].
- Décembre : élection au Pontificat de Benoît VI (fin en 974).

- Début du principat de Géza, prince hongrois (fin en 997)[17].
- Typikon de l’empereur Jean Tzimiskès réglementant l’organisation et l’administration des monastères du mont Athos[18].
- Gerbert d'Aurillac devient écolâtre à la cathédrale de Reims. Il introduit l'usage de l'abaque et des chiffres arabes[19].
- Vers 972, Adalbéron de Reims réforme son chapitre obligeant les chanoines de son église à mener la vie commune[20].